# Conviasa
La Conviasa, contrazione di Consorcio Venezolano de Industrias Aeronáuticas y Servicios Aéreos (tradotto dallo spagnolo Consorzio venezuelano di industrie aeronautiche e servizi aerei), è la compagnia aerea di bandiera venezuelana che opera su rotte regionali, nazionali e internazionali.
Istituita nel 2004 per rimpiazzare la precedente Viasa, ha sede a Maiquetía nelle strutture dell'Aeroporto Internazionale Simón Bolívar, e attualmente ricopre il ruolo di compagnia di bandiera dello Stato sudamericano controllato dal Ministerio de Infraestructura (Ministero delle infrastrutture).

## Storia

### I primi anni
Nel gennaio 1997, l'ex compagnia di bandiera del Venezuela, Viasa, ha cessato le attività dopo 37 anni di servizio a causa di prolungati problemi finanziari. Nel maggio 2001 è stata proposta l'idea di creare una nuova compagnia di bandiera per il Venezuela, ma nel dicembre 2002 il progetto è stato sospeso fino al 1º ottobre 2003. Il 31 marzo 2004, l'allora presidente del Venezuela, Hugo Chávez, ha firmato un decreto che istituisce formalmente la compagnia aerea. Questo decreto è stato pubblicato il giorno successivo sulla gazzetta ufficiale della nazione.
Il 28 novembre 2004, il volo inaugurale di Conviasa è stato effettuato con un De Havilland Canada Dash 7 dall'aeroporto di Charallave all'aeroporto Internazionale Santiago Mariño, sull'isola Margarita. Il 10 dicembre 2004, Conviasa ha iniziato formalmente le sue operazioni nazionali e internazionali. Conviasa era originariamente gestito dall'ormai defunto Ministero della Produzione e del Commercio (Ministerio de la Producción y el Comercio), ma da allora è stato rilevato dal Ministero delle Infrastrutture.
Il 17 aprile 2006, José David Cabello Rondon ha sostituito Wilmer Castro Sotelo come presidente di Conviasa e, il 30 giugno 2006, ha sostituito Ramon Alonzo Carrizalez Rengifo come ministro delle Infrastrutture; il 18 luglio 2006, Franklin Fernandez Martinez è diventato presidente di Conviasa.

### Sviluppi
A seguito dell'incidente del volo 2350, il 17 settembre 2010, il governo del Venezuela ha bloccato tutti i voli Conviasa in modo che potesse eseguire una revisione tecnica della flotta. La compagnia aerea ha affermato che la sospensione temporanea sarebbe rimasta in vigore fino al 1º ottobre 2010. I voli sono stati quindi ripristinati.
Il decreto n. 7838 della Gazzetta ufficiale n. 39.558, prevede la nomina del colonnello cittadino (AVB) Jesús Rafael Viñas García, presidente della Venezuelan Consortium Trading Company Aircraft Industries and Air Services SA (CONVIASA) sotto il Ministero della Potere popolare per i trasporti e le comunicazioni.
Il 3 aprile 2012, a Conviasa è stato vietato di volare nei paesi dell'Unione europea per motivi di sicurezza. È stato affermato che Conviasa non era riuscita a dimostrare di aver adottato misure adeguate per prevenire incidenti futuri, ma questa restrizione è stata poi revocata il 10 luglio 2013.
Conviasa è sotto l'autorità del Ministero dei trasporti acquatici e aerei. La compagnia aerea è di proprietà del governo venezuelano (80%) e del governo regionale di Nueva Esparta (20%). Conviasa ha la sua sede sul terreno dell'aeroporto internazionale Simón Bolívar a Maiquetía, in Venezuela, vicino a Caracas. Originariamente, Conviasa aveva il suo quartier generale sull'isola Margarita.
Nell'agosto 2016, è stato riferito che oltre l'80% dei piloti di Conviasa aveva lasciato il lavoro a causa di stipendi bassi e in sospeso, e la compagnia aerea ha dovuto ridurre le operazioni fino a solo 16 voli al giorno. Inoltre, molti degli aerei della compagnia sono rimasti inutilizzati per diversi mesi.
Il 5 maggio 2017, Conviasa è stata costretta a sospendere tutte le operazioni internazionali a causa della mancanza di valuta estera per pagare l'assicurazione sugli aerei internazionali. Sempre nel maggio 2017, Wamos Air ha risolto il contratto con Conviasa con breve preavviso. Wamos Air gestiva un solo Boeing 747-400 per Conviasa tra Caracas e Madrid. Nell'autunno 2019, la compagnia venezuelana ha ripreso molte delle rotte internazionali precedentemente interrotte.
Il 7 febbraio 2020 l'Office of Foreign Assets Control ("OFAC") degli Stati Uniti ha aggiunto Conviasa e la sua flotta di 40 aeromobili all'elenco "SDN" (Specially Designated Nationals). Ciò rende estremamente improbabile che Conviasa sarà in grado di procurarsi pezzi di ricambio per la sua flotta di Boeing 737. Inoltre, ai cittadini statunitensi è vietato volare sui voli nazionali e internazionali di Conviasa. Infine, gli altri paesi che rispettano la politica OFAC, ovvero Brasile, Francia e Regno Unito, rifiuteranno di vendere parti di ricambio a Conviasa per Embraer e Airbus, proibiranno ai propri cittadini di volare sui voli Conviasa e cancelleranno le rotte servite da Conviasa per i rispettivi paesi (Panama, Messico, Bolivia ed Ecuador).
Nel luglio 2020, Conviasa ha acquistato un Airbus A340-300 di 23 anni per integrare il suo unico A340-200, nonché per rafforzare il trasporto di merci aviotrasportate e le rotte a lungo raggio. Nel marzo 2022, la compagnia ha ricevuto un Airbus A340-600 come parte dell'espansione della flotta, entrando in possesso di due ulteriori esemplari nei mesi successivi.

## Destinazioni
Al 2022, Conviasa opera voli tra Argentina, Aruba, Bolivia, Brasile, Colombia, Cuba, Dominica, Ecuador, Grenada, Messico, Nicaragua, Panama, Perù, Repubblica Dominicana, Trinidad e Tobago e Venezuela, oltre a 3 rotte a lungo raggio verso Iran e Qatar.

## Flotta

### Flotta attuale
A febbraio 2024 la flotta di Conviasa è così composta:

### Flotta storica
Conviasa operava in precedenza con i seguenti aeromobili:

## Incidenti
- Il 30 agosto 2008, il Boeing 737-200 di marche YV-102T si schiantò contro il vulcano Illiniza durante l'avvicinamento alla sua destinazione. L'aereo era stato precedentemente parcheggiato a Caracas e veniva portato al suo nuovo proprietario. A bordo c'erano 3 membri dell'equipaggio; nessuno di loro sopravvisse.[19]
- Il 13 settembre 2010, il volo Conviasa 2350, un ATR 42-300, si schiantò durante l'avvicinamento a Ciudad Guayana, provocando la morte di 17 dei 51 presenti a bordo.[20]